# Кантакузини
Кантакузини (на старогръцки: Καντακουζηνός; pl. Kantakouzenoi, Kantakuzenos, на латински: Cantacuzenus, Cantacuzene) е византийски знатен род, чиито представители управляват империята (1347 – 1357), княжествата Влашко (1678 – 1689; 1714; 1769) и Молдова (1673 – 1676; 1678 – 1689)
По времето на император Алексий I Комнин първият Кантакузин (1094/1107) е доказан като стратег (военен командир и управител на тема във Византия) и фамилията взема положението като архонти. През 12-ти век пълководецът Йоан Кантакузин (†1176) прави забележителна военна кариера при Комнините. Отличава се във войните с кумани, унгарци и сърби. През 1146 г. се жени за вдовицата на Теодор Десиота, Мария Комнина, дъщеря на ромейския деспот Андроник Комнин и внучка на император Йоан II Комнин. Неговият син Мануил е ослепен през 1182 г. по заповед на император Алексий II Комнин. Внукът му Йоан взема за съпруга Ирина, сестра на император Исак II Ангел. През 1186 г. той е начело на войска, разгромена от въстаналите българи.
През следващия 13-ти век се споменава името на Йоан Кантакузин, управител на Кария през 1250 г. При Палеолозите те се сдобиват с огромни владения в Тракия. Михаил Кантакузин (* 1264/1265, † 1294 или 1316) става първият управител на Морея през 1289 г. Той се жени през 1293 г. за Теодора Ангелина Палеологина, внучка на Мария Палеологина, сестрата на император Михаил VIII Палеолог. Негов син е Йоан VI Кантакузин бъдещ византийски император, управлявал (1341 – 1354) заедно с Йоан V Палеолог.
От клона на фамилията, който се установява в Румъния и Русия, произлизат също влиятелни личности. Румънското фамилно име е Кантакузино (Cantacuzino). Един известен княз от румънския клон е Щербан I Кантакузин, владетел на Влашко (1678 – 1688).

## Йоан VI Кантакузин
Значително място във византийската история през 14-ти век заема император Йоан VI Кантакузин (1347 – 1354). Преди да се възкачи на престола, той е един от най-влиятелните представители на константинополската аристокрация. Притежава значителни владения в Тракия с център крепостта Димотика. По време на гражданската война във Византия между Андроник II Палеолог и неговия внук Андроник III Палеолог заедно с майка си Теодора застава на страната на младия претендент. Преди смъртта си Андроник III Палеолог посочва Йоан Кантакузин за регент на малолетния си наследник Йоан V Палеолог (1341). Скоро след това императрицата майка Анна Савойска влиза в конфликт с регента и под влияние на своя фаворит Алексий Апокавк го лишава от поста. Византия отново е разтърсена от гражданска война, в хода на която през 1342 г. Кантакузин се провъзгласява за император под името Йоан VI. Претърпява няколко сериозни поражения и дори е принуден да прибегне до помощта на османски наемници в борбата с враговете си. След 1345 г. Йоан VI постепенно печели надмощие над силите на Анна Савойска и през 1347 г. влиза в Константинопол, където тържествено е коронован за император. Помирява се с императрицата майка и признава нейния син Йоан V Палеолог за съвладетел. Опитва се укрепи вътрешното положение на държавата, но търпи неуспехи във външната си политика. Сърбите начело с цар Стефан Душан отнемат Тесалия, а генуезците се установяват в Силимврия и Ираклия (1352). Пораженията предизвикват недоволство в средите на столичната аристокрация, групирана около младия император Йоан V Палеолог. Той въстава и във Византия отново пламва гражданска война. Османските турци се възползват от разрухата, царяща в империята, за да нахлуят в балканските ѝ владения. През 1352 г. те превземат крепостта Цепина, а през 1354 г. завладяват целия Галиполски полуостров. Тези събития предопределят поражението на Йоан VI Кантакузин. Той е принуден да се откаже от престола и става монах в Атон под името Йоасаф. По-късно се оттегля в Мистра, където се посвещава на своите мемоари за периода 1320 – 1358 г. Умира през 1383 г.
1. Йоан VI Кантакузин (ок. 1295 – 15.7.1383), византийски император (1347 – 1357), ∞ за Ирина Асенина (1300 – 1379), дъщеря на Андроник Асен и внучка на българския цар Иван Асен III.
  1. Мария Кантакузина (? – след 1382), ∞ Никифор II Орсини († 1359), деспот на Епир
  2. Теодора Кантакузина (? – след 1381), ∞ 1346 за Орхан I, султан на Османската империя
  3. Елена Кантакузина († 1391), ∞ 1347 за Йоан V Палеолог, византийски император
  4. Андроник Асен (1334 – 1347)
  5. Мануил Кантакузин (1326 – 1380), деспот на Морея (1348 – 1380), ∞ 1349 за Изабела-Мария (1333 – ок. 1382), дъщеря на Константин IV, цар на Киликия
  6. Матей Кантакузин (†1383), византийски съимператор (1353 – 1357), деспот на Мистра (1357 – ок. 1380) и деспот на Морея (1380 – 1383), ∞ Ирина Палеологина, дъщеря на деспот Димитрий Палеолог и внучка на император Андроник II[3]
    1. Йоан, деспот на Морея (1384 – 1386). През 1386 г. отстъпва Морея на братовчед си Теодор I Палеолог, син на император Йоан V Палеолог
    2. Димитър I Асен Кантакузин (†1384), деспот на Морея (1383 – 1384)
      1. Георги Кантакузин (†1460), емигрира в Сърбия и постъпва на служба при деспотите Бранковичи. През 1456 г. ръководи отбраната на сръбската крепост Смедерево срещу нападенията на унгарците.
        1. Теодор (†1456)
        2. Мануил. Оглавява две въстания в Албания и Пелопонес срещу османските турци, след което бяга в Дубровник и вероятно умира в Унгария.
        3. Тома
        4. Димитрий

      2. Андроник Кантакузин (†1453), обезглавен от османските турци след превземането на Константинопол
      3. Тома Кантакузин (†ок. 1463), емигрира в Сърбия и постъпва на служба при деспотите Бранковичи
      4. Ирина Кантакузина (†1457), ∞ 1414 за сръбския деспот Джурадж Бранкович (1375 – 1456)
      5. Елена Кантакузина (†1463), ∞ за трапезундския император Давид II Велики Комнин

    3. Теодора
    4. Елена Асенина (†1396), ∞ дон Луис Фадрик де арагон, граф на Салона (†1382)
    5. Мария, ∞ ок. 1365 Йоан Ласкарис Калоферос.[1]

## Други по-известни представители на рода Кантакузини
- Йоан Кантакузин, управител в Тракия (1244 – 1249), ∞ Ирина Палеологина, сестра на Михаил VIII Палеолог.
  - Анна Палеологина Кантакузина, ∞ 1264 епирския деспот Никифор I Комнин
  - Мария Палеологина Кантакузина, българска царица, ∞ 1261 Константин Тих Асен, след смъртта му – за Ивайло.
  - Теодора Палеологина Кантакузина (1240 – 1300), ∞ 1256 Георги Музалон
  - Евгения Палеологина Кантакузина, ∞ кумански вожд и велик доместик Сиргиан; Майка на Сиргиан Палеолог